# L'Honneur des guerriers (film, 2006)
Pour les articles homonymes, voir L'Honneur des guerriers.
Pour plus de détails, voir Fiche technique et Distribution.
L'Honneur des guerriers est un film de guerre américain, réalisé par Lane Nishikawa et sorti en 2006.

## Résumé
Le film raconte l'histoire d'une unité de combat (Le 100e bataillon d'infanterie // 442e Regimental Combat Team) principalement constituée de « Nisei », des Américains d'origine japonaise, lors de la Seconde Guerre mondiale et se battant en Europe. Il s'agit d'un récit romancé de cette unité portant secours à un bataillon encerclé et considéré comme perdu. 
Cette unité malgré sa taille et sa durée de service est devenue l'unité la plus décorée dans l'histoire militaire des États-Unis.

## Fiche technique
- Titre : L'Honneur des guerriers
- Titre original : Only the Brave
- Réalisation : Lane Nishikawa
- Scénario : Lane Nishikawa
- Photographie : Shane Sato
- Direction artistique : Justin Blecha
- Costumes : Linda Arnold
- Musique : Kimo Cornwell
- Production : Karen Criswell, Eric Hayashi, Jay Koiwai et Lane Nishikawa
- Société de production : Indican Pictures
- Société de distribution : Indican Pictures
- Genre : Film de guerre, drame
- Durée : 99 minutes
- Pays d'origine :  États-Unis
- Dates de sortie : 
  - États-Unis : 17 février 2006
  - France : 15 mars 2011 (date de sortie en DVD)

## Distribution
- Tamlyn Tomita : Mary Takata
- Lane Nishikawa : Sergent Jimmy Takata
- Greg Watanabe : Soldat Freddy Watada
- Mark Dacascos : Sergent Steve "Zaki" Senzaki
- Kipp Shiotani : Caporal Johnny "Nomu" Nomura
- Jason Scott Lee : Sgt. Glenn "Tak" Takase
- Yuji Okumoto : Sergent Yukio "Yuk" Nakajo
- Ehécatl Chávez : Père Jordan
- Sara Shields : Renee Jordan
- Casey Koiwai : Johnny Nomura Junior
- Jordan Nakahara : Betty Nomura
- Ken Narasaki : Docteur Richard "Doc" Naganuma
- Kenneth Choi : Soldat Dave "Bullseye" Fukushima
- Michael Sun Lee : Soldat Al "Kauai" Nakamura
- Garret Sato : Caporal Richard "Hilo" Imamura
- Christina Cellner : Genevieve
- Ryun Yu : Soldat Robert "Min" Minami
- Larry Tazuma : Soldat Frank Fukushima
- Bob Kubota : Soldat Ichiro "Ichi" Mizuno
- Michael Hagiwara : Nobu "Rev" Inouye
- Emily Liu : Nancy Loo
- Sharon Omi : Charlene Naganuma
- Ruika Rose : Rosie Naganuma
- Jeff Fahey : Lieutenant William Terry
- Guy Ecker : Sergent Robert King
- John Koyama : Lieutenant Hank Hayashi
- Brian F. Durkin : Soldat Pool Hall
- Jennifer Aquino : Grace Nakajo
- C. Traci Murase : Frances Nakajo
- Takayo Fischer : Madame Nakajo
- Pat Morita : Seigo Takata
- Gina Hiraizumi : Eleanor Takase